# Nunzio Falco
Nunzio Falco (Castelfranco Emilia, 26 novembre 1973) è un allenatore di calcio ed ex calciatore italiano, di ruolo attaccante.

## Carriera
Cresciuto calcisticamente nelle giovanili del Milan, ha giocato 11 presenze nella Serie A 1994-1995 e 6 presenze, con una rete all'attivo contro la Lucchese, in Serie B, tutte con la maglia della Reggiana, con cui si è aggiudicato il campionato cadetto nella stagione 1992-1993. Successivamente ha proseguito la carriera fra Serie C1 e Serie C2, vestendo la maglia di ben 14 squadre professionistiche.
Nel 2002, nel campionato di Serie C2, girone C, raggiunge i Play-Off segnando 10 reti. In quell'occasione forma la coppia con Re Giorgio Corona.
Quando giocava nel Catanzaro (2003) fu nominato "Bobo" per la somiglianza con Christian Vieri dove raggiunge la finale Play-Off contro l'Acireale (risultato finale Catanzaro 0 Acireale 2). Dopo 7 giorni il Catanzaro verrà ripescato nel campionato di Serie C1.
Dal 2007 al 2008 conquista i Play-Off con l'Alghero (categoria Serie D); nei due anni successivi nella categoria di eccellenza sarda conquista a suon di goal (totale 40) due Play-Off con la squadra del Samassi.
È stato il capocannoniere della promozione nella stagione 2010-2011 con la maglia del Pula con 33 reti in campionato, centrando il Triplete campionato (33 reti) coppa italia (7 reti) e super coppa (1 rete).
Chiusa la carriera da giocatore, dal 2011, intraprende subito quella da allenatore vincendo già al primo anno il campionato di Promozione con il record di 79 punti alla guida del Samassi, dove raggiunge anche la finale di Coppa Italia (Promozione) persa 2-0 contro il Fonni. Con la maglia degli Aquilotti rimarrà altre 2 stagioni in Eccellenza. 
La stagione successiva viene ingaggiato dal Sanluri in Eccellenza.
Nel 2015 nasce il nuovo F.C.D. Pula, squadra del suo paese adottivo, dove viene chiamato a dirigere l'attività di base ed il settore giovanile fino al 2018; in soli tre anni riesce a portare le tre categorie (Giovanissimi, Allievi e Juniores) da provinciali a regionali.
Nell estate del 2018 gli viene affidata la guida dell Orrolese, nel girone A della promozione sarda, dove raggiunge la salvezza e la storica finale di Coppa Italia Orrolese-Valledoria persa 0-1. 
Nel 2019 inizia la sua nuova esperienza da direttore e allenatore dell'Accademia Sulcitana centrando i Play-Off delle 2 categorie del settore giovanile.
Nell'estate 2020 viene chiamato alla guida del Villasimius militante nel girone A di promozione Sarda. Dopo una stagione ancora tormentata dal Covid e aver disputato solamente cinque partite, la società decide di cambiare guida tecnica per il 2021-22
Il 29 luglio 2021, viene annunciato ufficialmente come nuovo tecnico dell'Arbus, nel campionato di Eccellenza Sarda. La stagione inizia positivamente e i Granata viaggiano nelle posizioni immediatamente inferiori a quelle di testa, ma nella seconda parte di stagione una serie di sconfitte pregiudicano la classifica. Nonostante una rotonda vittoria per 5-1 in casa dell'Asseminese, viene esonerato l'8 febbraio 2022. Tuttavia il 15 marzo 2022, a seguito delle dimissioni del subentrato Nicola Agus ritorna sulla panchina arburese. A fine campionato ottiene la salvezza con un turno d'anticipo, chiudendo tredicesimo con 36 punti ma, il 10 giugno, la società comunica che il contratto in scadenza il 30 dello stesso mese, non sarebbe stato rinnovato.
Il 18 luglio 2022 viene ufficializzato come nuovo allenatore dell'Arborea, squadra che prenderà parte al campionato Sardo di promozione. Il 20 febbraio seguente, alla luce dei risultati negativi che sono costati la vetta, viene esonerato.

## Palmarès

### Giocatore

#### Competizioni nazionali
- Serie B: 1

Reggiana: 1992-1993

#### Competizioni regionali
Coppa Italia Promozione Sardegna
 Pula: 2010-2011